# Cirque du Freak: The Vampire's Assistant
Cirque du Freak: The Vampire's Assistant is een Amerikaanse film uit november 2009, die in maart 2010 is uitgebracht op dvd. De film werd geregisseerd door Paul Weitz en de auteursrechten zijn van Universal Pictures. De film is gebaseerd op de Vampire Blood-trilogie uit de boekenreeks De wereld van Darren Shan van auteur Darren Shan.

## Verhaal
De film begint met de begrafenis van het hoofdpersonage, Darren Shan, waarna er wordt bekendgemaakt dat hij eigenlijk nog leeft. In de flashback van de dagen ervoor wordt de kijker voorgesteld aan zijn familie en zijn beste vriend Steve. Nadat hij samen met zijn vriend Steve betrapt is op spijbelen, verbieden zijn ouders Darren om nog met hem om te gaan.
Als ze dan later samen naar het Cirque du Freak van Mr. Tall gaan komen ze oog in oog te staan met allerlei 'freaks' met onder andere een slangenjongen, een vrouw met een baard, een wolfman. Als laatste act is er de voorstelling van Larten Crepsley en zijn spin Madame Octa. Deze act wordt echter verstoord door de politie. Darren steelt de spin en luistert een gesprek af tussen Steve, Gavner Purl en Mr. Crepsley waaruit blijkt dat Mr. Crepsley en Gavner beide vampiers zijn en Steve vraagt om van hem ook een vampier te maken maar dat wordt geweigerd waardoor Steve wraak zweert.
Nadat Darren ontsnapt met behulp van Mr. Tiny en Murlough bijt Octa Steve. Hij wordt in het ziekenhuis opgenomen, maar de kans op overleving is klein. Darren gaat om raad bij de vampier vragen, maar die wil hem alleen helpen als Darren een halfvampier wordt en zijn assistent wordt. Darren stemt toe en Steve krijgt het tegengif. Nadat er een gevecht is op het kerkhof gaan Larten en Darren naar het Cirque Du Freak. Daar moet Darren allerlei klusjes doen.
Op een dag worden ze worden aangevallen door vampanezen; een ander, gewelddadiger ras van vampieren met wie de meeste vampierverhalen overeenkomen. Er is al 100 jaar een moeizame vrede tussen de twee rassen, die eigenlijk aartsvijanden zijn. Na het gevecht gaat Darren terug naar huis om zijn familie en een van zijn vrienden uit het Cirque te redden. In het theater komt het in een gevecht tussen Darren en Steve (die intussen een half-vampanees is geworden) en een gevecht tussen Larten en Murlough. Uiteindelijk winnen de vampiers en wordt Murlough gedood. Nadat iedereen is bevrijd en Darrens ouders zijn gehypnotiseerd wordt er uiteindelijk gestemd of hij in het Cirque mag blijven. Er wordt uiteindelijk gestemd dat hij mag blijven en er begint een nieuw leven voor hem. Steve heeft zich echter bij de vampanezen aangesloten en de vrede tussen de twee rassen is officieel voorbij.

## Rolverdeling
| Personage                | Acteur           |
| ------------------------ | ---------------- |
| Darren Shan              | Chris Massoglia  |
| Larten Crepsley          | John C. Reilly   |
| Steve Leonard            | Josh Hutcherson  |
| Truska (vrouw met baard) | Salma Hayek      |
| Mr. Hubernius Tall       | Ken Watanabe     |
| Rebecca                  | Jessica Carlson  |
| Gavner Purl              | Willem Dafoe     |
| Mr. Desmond Tiny         | Michael Cerveris |
| Evra (de slangenjongen)  | Patrick Fugit    |
| Alexander Ribs           | Orlando Jones    |
| Corma Limbs              | Jane Krakowski   |
| Rhamus Twobelly          | Frankie Faison   |
| Mr. Cersey               | Patrick Breen    |
| Mrs. Shan                | Colleen Camp     |
| Mr. Shan                 | Don McManus      |
| Gertha Theet             | Kristen Schaal   |

## Achtergrond

### Productie
De opnames voor Cirque du Freak: The Vampire's Assistant vonden plaats tussen 19 februari 2008 en 1 juni 2008. Er werd gefilmd in New Orleans en de dorpjes Folsom en Baton Rouge in Louisiana. Voor de middelbare school van Darren en Steve werd de John Marshall High School in Los Angeles gebruikt, afgewisseld met de Lusher Charter School in New Orleans.
Sommige acteurs hadden om hun personage te kunnen spelen een hoop make-up en protheses nodig, zoals Ken Watanabe, die voor zijn rol van Mr. Tall veel groter moest lijken dan hij in werkelijkheid is. De make-up werd verzorgd door Steve Koch, Brian Sipe, en Mark Garbarino. Voor sommige scènes met Watanabe werd een dubbelganger ingezet. Onder andere Trevon Flores, een lokale basketbalspeler, nam de rol van Mr. Tall een paar keer over vanwege zijn lengte. Verder maakt de film sterk gebruik van computeranimatie.

### Muziek
De filmmuziek voor The Vampire's Assistant werd gecomponeerd door Stephen Trask, waarmee dit zijn derde film was waar hij samen aan werkte met Paul Weitz. Trask nam de muziek op met behulp van een 86-leden tellend ensemble van het Hollywood Studio Symphony. Opnames vonden plaats in de Newman Scoring Stage van 20th Century Fox.
De film bevat ook de nummers "Something Is Not Right with Me" van Cold War Kids, Chelsea Dagger van The Fratellis ,en Red Right Hand van Nick Cave. In de trailer waren de nummers Asleep From Day van The Chemical Brothers, Bliss van Syntax, en Superhero van Immediate Music te horen.

### Uitgave en ontvangst
De film had oorspronkelijk op 15 januari 2010 uit moeten komen, maar de première werd vervroegd naar 23 oktober 2009. De film ging in 2754 bioscopen in de Verenigde Staten in première. In totaal bracht de film in de Verenigde Staten $ 14 miljoen op, en in andere landen $ 25 miljoen. De wereldwijde opbrengst bedroeg $ 39.102.650. De verkoop op dvd was goed voor een extra 5,5 miljoen dollar.
De film werd met gemengde reacties ontvangen door critici. Op Rotten Tomatoes gaf 37% van de recensenten de film een goede beoordeling. Op Metacritic kreeg de film 43 uit 100 punten.

## Prijzen en nominaties
In 2010 won Jessica Carlson voor haar rol in The Vampire's Assistant een Young Artist Award voor beste optreden in een avondfilm — jonge actrice in een bijrol.